# Walckenaeria saniuana
Walckenaeria saniuana là một loài nhện trong họ Linyphiidae.
Loài này thuộc chi Walckenaeria. Walckenaeria saniuana được Ralph Vary Chamberlin & Wilton Ivie miêu tả năm 1939.